# Bergouey-Viellenave
Bergouey-Viellenave (en francés y oficialmente; en euskera Burgue-Erreiti) es una comuna francesa situada en el departamento de Pirineos Atlánticos, en la región de Nueva Aquitania.
Pertenece al territorio histórico vascofrancés de Baja Navarra. Se encuentra atravesada por el río Bidouze, afluente del Adour.

## Heráldica
Cuartelado: 1º, en campo de azur, una cruz de Santiago de gules, cargada de una venera de oro; 2º, en campo de oro, un león rampante, de gules, armado y lampasado de azur; 3º, en campo de oro, una vaca andante, de gules, y 4º, en campo de azur, un puente de tres arco, de oro, puesto sobre ondas de agua de azur y plata.

## Demografía
| Gráfica de evolución demográfica de Bergouey-Viellenave entre 1800 y 2018 |
|                                                                           |

Fuentes: Ldh/EHESS/Cassini e INSEE.

## Monumentos y lugares de interés
- Iglesia románica Saint-Jacques-le-Majeur, del siglo XIII
- Puente románico, citado ya en el siglo XII